# Éric Besson
Éric Besson (Marrakech, 2 aprile 1958) è un politico francese, membro del Partito socialista dal 1993 al 2007, sindaco di Donzère (Drôme) dal 1995, deputato della seconda circoscrizione della Drôme dal 1997 al 2007 (con il PS solo fino al 21 febbraio 2007, poi "senza etichetta"). Il 21 febbraio 2007 si dimette dall'incarico di Segretario nazionale dell'economia del PS e si unisce ai sostenitori di Nicolas Sarkozy per le presidenziali del 2007, per coordinarne il polo di sinistra..
Il 24 gennaio 2009 è eletto segretario generale aggiunto dell'UMP, è Ministro dell'immigrazione, dell'integrazione, dell'identità nazionale e dello sviluppo solidale del governo Fillon II dal 15 gennaio 2009 al 2010. Dal 2010 al 2012 è stato ministro dell'Industria e dell'Energia.

## Biografia
Eric Besson è nato in Marocco, a Marrakech, il 2 aprile 1958. Sua madre è di origine libanese. Suo padre, un ufficiale dell'aeronautica francese, rimase ucciso in un incidente aereo tre mesi prima della nascita di Éric Besson.
Dopo essersi diplomato al liceo a Casablanca, si è trasferito in Francia per frequentare la Montpellier Business School. Studiò poi all'Institut d'études politiques de Paris (Sciences Po), prima di iscriversi senza successo all'École nationale d'administration (ENA).
Successivamente Besson è entrato a far parte della casa automobilistica francese Renault, poi è stato caporedattore della rivista economica Challenges, prima di entrare a far parte della fondazione Vivendi.

## Carriera politica

### Gli inizi (1993-2007)
Besson è stato membro del Partito Socialista dal 1993 al 2007. È sindaco di Donzère dal 1995 ed è stato deputato della Drôme tra il 1997 e il 2007, anno in cui non si è ricandidato. Durante il suo mandato al Parlamento, Besson è stato membro della Commissione Nazionale per la Difesa e le Forze Armate dal 1997 al 1998, della Commissione per la Pianificazione Finanziaria ed Economica dal 1998 al 2002, della Commissione d'Inchiesta sull'Attività e il Funzionamento dei Tribunali Commerciali e della Commissione d'Inchiesta sul Superphénix e sui reattori a neutroni veloci (entrambi nel 1998).
A seguito della sua rielezione nel 2002, è diventato membro a pieno titolo del Consiglio di Sorveglianza del Fondo di Ammortamento del Debito Sociale e del Consiglio di Sorveglianza dell'Agenzia per l'Innovazione Industriale. Nel 2003 è stato nominato Segretario nazionale per l'economia, l'occupazione e le imprese del PS e nel 2005 segretario nazionale per l'economia e la fiscalità.

## Vita privata
Nel 1983 ha sposato Sylvie Brunel, geografa, scrittrice ed ex presidente di Azione contro la Fame, con la quale ha avuto tre figli, Alexandra, Guillaume e Marianne. Hanno divorziato nel giugno 2009. Sylvie Brunel racconta il suo matrimonio con Éric Besson nel suo libro Manuel de guerrilla à l'usage des femmes, pubblicato nel novembre 2009. In seguito al divorzio, ha inviato ai giornali una foto della  nuova compagna dell'ex marito. Il settimanale Voilà è stato poi condannato a pagare 8.000 euro a Éric Besson e 12.000 euro alla sua compagna.

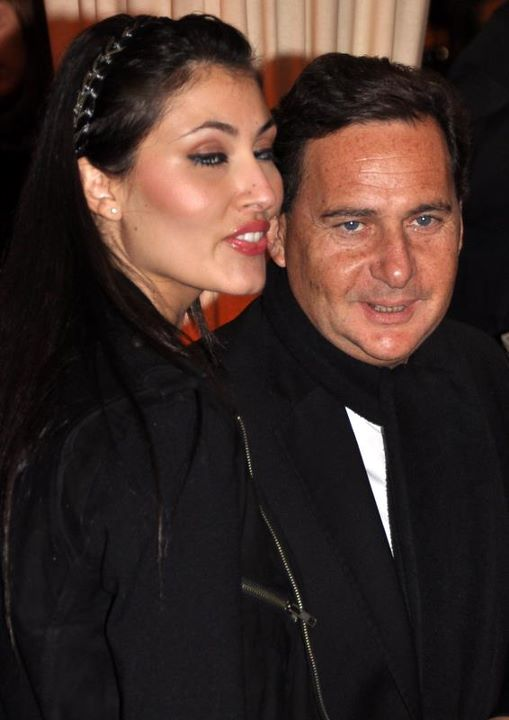
Éric Besson e sua moglie, Yasmine Tordjman, nel novembre 2011

Il 12 settembre 2010, Éric Besson ha sposato la sua compagna, Yasmine Tordjman, una studentessa tunisina di 24 anni e pronipote di Wassila Bourguiba. L'unione della coppia fu celebrata all'Hôtel de Rothelin-Charolais da Rachida Dati, allora sindaco del 7° arrondissement di Parigi. Nel dicembre 2012 hanno dichiarato che si stavano separando amichevolmente. Nel 2013, poche settimane dopo l'annuncio della separazione, hanno concluso la procedura di divorzio che avevano avviato ma hanno ripreso la loro vita insieme. Si sono separati definitivamente all'inizio del 2015.
Nell'agosto 2015 si è sposato a Las Vegas, negli Stati Uniti, con Jamila Azeroual, una donna di 29 anni di origine marocchina. Da questa unione sono nati i gemelli dizigoti, Héloïse e Hector, il 14 febbraio 2019.